# Kromsyra
Kromsyra är de kemiska föreningar som bildas när kromtrioxid löses i vatten. De vanligaste är H2CrO4 och H2Cr2O7. Syrans salter kallas kromater respektive dikromater.
Kromtrioxid har under lång tid sålts under benämningen kromsyra. När man finner benämningen kromsyra i teknisk litteratur menas nästan alltid kromtrioxid.

## Användning
Kromsyra användes till förkromning. Det används till keramisk glasyr och färgade glas. Eftersom en lösning av kromsyra i svavelsyra är ett starkt oxideringsmedel, har det används till att rengöra provrör och andra material av glas man kan finna i ett laboratorium. Denna metod försöker man numera att undvika på grund av miljömedvetenhet.
Kromsyra användes ofta förr för att rengöra främst bleckblåsinstrument, eftersom det hade en förmåga att få mässingen ljusare och mer skinande. Kromsyra lämnade efter sig ett ljusgult tunt patina på mässingen.